# Мозок, який не помер (фільм, 2020)
Мозок, який не помер (The Brain That Wouldn't Die) — це сатиричний ремейк 2020 року однойменного американського науково-фантастичного фільму жахів 1962 року. Фільм режисував Дерек Карл. Прем'єра відбулася на Портлендському фестивалі фільмів жахів. Фільм є майже поетапним ремейком оригіналу.

## Про фільм
Після того як його наречена гине в автокатастрофі, талановитий хірург оживляє її відділену від тіла голову. 
Незважаючи на благання про швидку смерть, хірург клянеться будь-якими способами знайти нове тіло. Це завдання веде його крізь занедбані нетрі міста.

## Знімались
| Актор                 | Роль             |
| --------------------- | ---------------- |
| Рейчел Перрелл Фоскет | Жан Комптон      |
| Роберт Бланш          | детектив Манчіні |